# Barrio Las Flores (Córdoba)
El barrio Las Flores, originariamente denominado Pueblo Las Flores, es uno de los casi 500 barrios que conforman la ciudad de Córdoba, capital de la provincia homónima, en la República Argentina.

Se ubica en la zona sur de la ciudad, y su existencia data de finales de 1800, época en la que se ubicaron los primeros asentamientos agrícolas a una distancia considerable de la ciudad, por ser terrenos beneficiados por uno de los canales maestros que proveían de agua potable del Dique San Roque, para la producción de ganado, verduras y frutas. Su rápido crecimiento en este sentido, le dio la denominación original de Pueblo Las Flores.

Dos importantes avenidas, discurren por el barrio: Avenida Vélez Sarsfield, entre el 3.000 y 3.800 y Avenida Armada Argentina entre el 0 y el 500. Estas avenidas, que confluyen en la rotonda Almirante Guillermo Brown, más conocida como rotonda Las Flores, marcan el límite occidental del barrio, mientras que el límite este lo determina la calle Consejal Felipe Belardinelli. Al norte, el límite lo establece el ramal bitrocha del Ferrocarril Mitre/Ferrocarril Belgrano, mientras que el límite sur lo marca la calle Tirol y Honolulu.
En las tres primeras arterias nombradas, se desarrolla la casi totalidad de la actividad comercial del barrio, quedando solo pequeños comercios diseminados por el resto de las calles del barrio.
En el ámbito deportivo, el barrio posee un club de nombre homónimo, que desarrolla numerosas actividades deportivas en tres diferentes edificios: uno para las actividades deportivas al aire libre, otro para las actividades bajo techo y algunas oficinas administrativas y un tercero que funciona como administración y posee un salón de usos múltiples. La actividad más reconocida del club es el fútbol, pero también tiene escuelas de hockey sobre césped, boxeo, vóley, etc.

Un dato curioso es que uno de los edificios (el que alberga el campo de fútbol y hockey), se ubica físicamente fuera de los límites del barrio (se encuentra dentro de los límites de barrio Kennedy), mientras que dentro de los límites barriales, se encuentra la sede de su rival: el club San Lorenzo, que fuera fundado en barrio Nueva Córdoba, pero que no tuvo sede hasta que la venta de un jugador le permitió adquirir los terrenos necesarios para la construcción de su cancha.
Además, se encuentra en el barrio, la vieja casona que fuera residencia del Dr. Oscar Cocca, actualmente casa de la cultura, otrora biblioteca.
Cabe destacar que en la zona norte del barrio (por aquel entonces esa zona correspondía al barrio San Fernando), se emplazaba un depósito de combustibles perteneciente a la firma Shell-Mex. Iniciaba la década de 1960, y el 26 de febrero, un atentado terrorista, hizo explotar los depósitos de combustible que la compañía poseía en ese predio.
No fue sino hasta la década de 2010 cuando la compañía Shell abandonó el reducido predio remanente que otrora fuera de grandes dimensiones.

## Líneas de colectivos
| Corredor     | Líneas                                                             |
| ------------ | ------------------------------------------------------------------ |
| Empresa ERSA | - 26 - 30 - 33 - 34 - 36 - 50 - 51 - 52 - 53 - 71 - 73 - 600 - 601 |